# Falling Out (альбом)
Falling Out — второй альбом шведской инди-поп-рок-группы Peter Bjorn and John. Релиз состоялся в ноябре 4 октября 2004 года. В 2007 году альбом был переиздан с пятью новыми треками.

## Список композиций
1. «Far Away, By My Side» — 3:22
2. «Money» — 4:02
3. «It Beats Me Every Time» — 3:37
4. «Does It Matter Now?» — 4:33
5. «Big Black Coffin» — 6:31
6. «Start Making Sense» — 2:14
7. «Teen Love» (The Concretes cover) — 3:37
8. «All Those Expectations» — 4:53
9. «Tailormade» — 5:36
10. «Goodbye, Again Or» — 2:02
Bonus tracks on 2007 reissue CD (issued by Wichita Recordings)
11. «(I Just Wanna) See Through» — 2:49
12. «The Trap’s My Trip» — 5:12
13. «Punks Jump Up» — 1:10
14. «Unreleased Backgrounds» — 6:45
15. «Fortune Favours Only the Brave» — 3:19